# Dystrykt Wschodni (Fidżi)

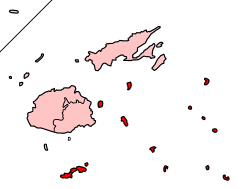
Na mapie zaznaczono dystrykt wschodni.

Dystrykt Wschodni – jeden z 4 dystryktów Fidżi. Składa się z 4 prowincji: Kadavu, Lau, Lomaiviti oraz Rotuma.
Stolicą dystryktu jest Levuka, na wyspie Ovalau. Innymi wyspami dystryktu są:Gau, Koro, Nairai, Moala, Matuku, Vatu Vara, Naitaba, Mago, Cicia, Tuvuca, Lakeba, Vanua Vatu, Oneata, Vuaqava, Kabara, Moce oraz Fulaga.
Dystrykt jest największym z 4 dystryktów Fidżi (wliczając obszar morski) a najmniejszym pod względem obszaru lądowego.